# Greenidea isensis
Greenidea isensis är en insektsart. Greenidea isensis ingår i släktet Greenidea och familjen långrörsbladlöss. Inga underarter finns listade i Catalogue of Life.